# Podróż apostolska Franciszka na Cypr i do Grecji
Podróż apostolska papieża Franciszka na Cypr i do Grecji odbyła się w dniach 2–6 grudnia 2021.
Papież Franciszek był drugim papieżem, który odwiedził Cypr (wcześniej kraj ten odwiedził Benedykt XVI w 2010), i drugim, który odwiedził Grecję (wcześniej był nim Jan Paweł II w 2001).

## Program pielgrzymki[3]
- 2 grudnia

O 1100 nastąpił wylot z samolotem z międzynarodowego lotniska Rzym – Fiumicino do Larnaki. Przylot na międzynarodowe lotnisko w Larnace nastąpił o 1500 i tam nastąpiło oficjalne powitanie papieża. Godzinę później, o 1600, papież w maronickiej katedrze pw. Matki Bożej Łaskawej w Nikozji spotkał się z kapłanami, zakonnikami i zakonnicami, diakonami, katechetami, stowarzyszeniami i ruchami kościelnymi Cypru. O 1715 w Pałacu Prezydenckim w Nikozji odbyła się ceremonia powitania, po niej odbyło się spotkanie papieża z prezydentem Cypru w gabinecie pałacu. O 1800 papież odbył spotkanie z władzami, społeczeństwem obywatelskim i korpusem dyplomatycznym.
- 3 grudnia

O 830 w siedzibie prawosławnego arcybiskupstwa, papież odbył kurtuzyjną wizytę u prawosławnego arcybiskupa Cypru Wielce Błogosławionego Chryzostoma II, zaś o 900 w prawosławnej katedrze papież spotkał się z Świętym Synodem. O 1000 papież na Stadionie GSP odprawił eucharystię. Po eucharystii o 1600 w kościele parafialnym pw. Świętego Krzyża odbyła się ekumeniczna modlitwa papieża z migrantami. 
- 4 grudnia

O 910 na międzynarodowym lotnisku w Larnace odbyła się ceremonia pożegnania papieża Franciszka, zaś o 930 samolot z papieżem odleciał z Larnaki do Aten. O 1110 nastąpił przylot papieża na lotnisko w Atenach i tam nastąpiło oficjalne powitanie papieża. O 1215 w Pałacu Prezydenckim w Atenach odbyła się ceremonia powitania, po niej odbyło się spotkanie papieża z prezydent Grecji w gabinecie Pałacu, zaś o 1230 papież spotkał się z premierem Grecji. Następnie w Pałacu Prezydenckim papież spotkał się z władzami, społeczeństwem obywatelskim i korpusem dyplomatycznym w Pałacu Prezydenckim w Atenach. O 1600 odbyła się kurtuazyjna wizyta u papieża u prawosławnego arcybiskupa Aten i całej Grecji Wielce Błogosławionego Hieronima II w siedzibie prawosławnego arcybiskupstwa w Atenach zaś o 1630 odbyło się spotkanie papieża z Wielce Błogosławionym Hieronimem II wraz z osobami towarzyszącymi w Sali Tronowej prawosławnego arcybiskupstwa w Atenach. O 1715 papież spotkał się z biskupami, kapłanami, zakonnikami i zakonnicami, seminarzystami i katechetami w katedrze pw. św. Dionizego w Atenach, zaś o 1845 odbyło się prywatne spotkanie papieża z członkami Towarzystwa Jezusowego w Nuncjaturze Apostolskiej w Atenach.
- 5 grudnia

O 915 nastąpił odlot samolotu z papieżem do Mityleny. O 1010 samolot z papieżem wylądował na lotnisko w Mitylenie. O 1045 papież odbył wizytę u uchodźców w Ośrodku Przyjęcia i Identyfikacji (Reception and Identification Centre) w Mitylenie. Po wizycie papież udał się na lotnisko, by o 1215 odlecieć do Aten, a przylot na międzynarodowe lotnisko w Atenach nastąpiło o  915. Kilka godzin później, o 1645, papież w sali koncertowej Megaron w Atenach odprawił mszę świętą. Po eucharystii o 1900 odbyła się kurtuazyjna wizyta Wielce Błogosławionego Hieronima II u Papieża w Nuncjaturze Apostolskiej w Atenach.
- 6 grudnia

O 815 nastąpiła wizyta przewodniczącego parlamentu w Nuncjaturze Apostolskiej w Atenach. Następnie o 945 odbyło się spotkanie papieża z młodzieżą w Szkole św. Dionizego sióstr urszulanek w Maroussi koło Aten. O 1115 odbyła się cereomonia pożegnania papieża na międzynarodowym lotnisku w Atenach, gdzie o 1130 nastąpił odlot do Rzymu. Przylot na międzynarodowe lotnisko Rzym-Ciampino nastąpił o 1235.